# Tomohiro Nagatsuka
Tomohiro Nagatsuka (長塚智広?, Nagatsuka Tomohiro; 28 novembre 1978) è un ex pistard giapponese.

## Palmarès

### Olimpiadi
- 1 medaglia:
  - 1 argento (Atene 2004 nella velocità a squadre)